# Pycnogonum forte
Pycnogonum forte är en havsspindelart som beskrevs av Flynn, T.T. 1928. Pycnogonum forte ingår i släktet Pycnogonum och familjen Pycnogonidae. Inga underarter finns listade i Catalogue of Life.